# Síbia capnegra
La síbia capnegra (Heterophasia desgodinsi) és un ocell de la família dels leiotríquids (Leiothrichidae).

## Hàbitat i distribució
Habita el bosc obert, roures i matolls dels Himàlaies al sud de la Xina al sud de Szechwan, Yunnan, Kweichow i nord-oest de Kwangsi, nord, centre i sud del Vietnam, al nord-oest de Tonquín i centre i sud d'Annam, sud de Laos i nord de Myanmar.